# MG51
MG51 e лека картечница, произвеждана от Waffenfabrik Bern (Швейцария). Оръжието е въведено от швейцарската армия след конкурс за нова картечница, която да замени тежката картечница MG11 и леката картечница LMG 25. Оръжието е базирано на MG42, но вместо е направено от по-качествени компоненти, които са малко по-тежки.

## Данни
MG51
- произход – Швейцария
- тип – Картечница
- използвана от – Швейцарската армия
- производител – Waffenfabrik Bern
- производство – 1951 -
- тегло – 16 кг (с двунога), 26 кг (с тринога)
- дължина – 1270 мм
- дължина на цевта – 563 мм
- боеприпаси – 7.5 mm Swiss, 7.62x51 mm NATO
- калибър – 7.5 mm
- действие – механично-възвратно
- скорострелност=1000 изстр./мин
- вместимост – лента с 50 патрона
- мерник – метален